# فرانسوا بوردس
فرانسوا بوردس (بالفرنسية: François Bordes)‏ وأيضاً يعرف بالأسم القلمي فرانسيس كارسا وهو عالم فرنسي، وجيولوجي، وعالم أثار.

## السيرة الذاتية
كان دكتور جامعي في مجال عصر ما قبل التاريخ وجيولوجيا عصر حقب الحياة الحديثة. قد جدد التركيز على منهج الصناعات الحجرية لما قبل التاريخ، وقد قدم دراسات إحصائية في دراسة الرموز وتوسيع استخدام تشذيب الحجارة التجريبي. وهو معروف حول علماء الأثار حول العالم لمقدرته على نسخ الأدوات الحجرية القديمة.